# Cordia dubiosa
Cordia dubiosa là loài thực vật có hoa trong họ Mồ hôi. Loài này được Blume mô tả khoa học đầu tiên năm 1826.